# Condado de Jim Wells
El condado de Jim Wells es uno de los 254 del estado estadounidense de Texas. La capital del condado es Alice, su mayor ciudad. Tiene un área de 2.249 km² (de los que 10 km² están cubiertos de agua). Se fundó en 1911.

## Demografía
Según el censo de 2000, la habitaban 39.326 personas, 12.961 cabezas de familia, y 10.096 familias. La densidad de población era de 46 habitantes por milla cuadrada.
La composición racial del condado era:
- 77,90% blancos
- 0,60% negros o negros americanos
- 0,62% nativos americanos
- 0,43% asiáticos
- 0,09% isleños
- 17,93% otras razas
- 2,43% de dos o más razas.

De las familias, el 40,20% tenían menores de 18 años, el 58,00% eran parejas casadas, el 15,20% eran mujeres cabeza de familia monoparental (sin cónyuge), y 22,10% no eran familias.
El tamaño promedio de una familia era de 3,45 miembros.
En el condado el 31,40% de la población tenía menos de 18 años, el 9,00% tenía de 18 a 24 años, el 26,50% tenía de 25 a 44, el 20,60% de 45 a 64, y el 12,40% eran mayores de 65 años. La edad promedio era de 33 años. Por cada 100 mujeres había 95,20 hombres. Por cada 100 mujeres mayores de 18 años había 91,40 hombres.

## Economía
Los ingresos medios del cabeza de familia del condado eran de USD$28.843 y el ingreso medio familiar era de $32.616. Los hombres tenían unos ingresos medios de $30.266 frente a $17.190 de las mujeres. El ingreso per cápita del condado era de $12.252. El 20,10% de las familias y el 24,10% de la población estaban debajo de la línea de pobreza. Del total de gente en esta situación, 31,80% tenían menos de 18 y el 21,30% tenían 65 años o más.